# Menidochium formosum
Menidochium formosum är en svampart som beskrevs av R.F. Castañeda & W.B. Kendr. 1990. Menidochium formosum ingår i släktet Menidochium, divisionen sporsäcksvampar och riket svampar.   Inga underarter finns listade i Catalogue of Life.